# Peter Schirmacher
Peter Schirmacher (* 4. November 1961 in Saarbrücken) ist ein deutscher Pathologe an der Universität Heidelberg.

## Leben
Schirmacher studierte ab 1981 Medizin an der Universität Mainz und absolvierte das PhD-Studium am Liver Research Center, Albert Einstein College of Medicine, New York. 1996 erfolgte die Habilitation (Pathologie) an der Johannes Gutenberg-Universität Mainz. Seit 2004 ist er Ärztlicher Direktor (Allgemeine Pathologie und Pathologische Anatomie) und geschäftsführender Direktor des Pathologischen Instituts Heidelberg. Im Jahr 2012 wurde Peter Schirmacher als Mitglied in die Nationale Akademie der Wissenschaften Leopoldina aufgenommen (Sektion Pathologie und Rechtsmedizin).

## Forschungsschwerpunkte
Peter Schirmacher gilt als einer der einflussreichsten deutschen Pathologen. Er erforscht die molekularen Grundlagen chronischer Entzündungen und Tumore der Leber. Er begründete 2005 die Gewebebank des Nationalen Zentrums für Tumorerkrankungen in Heidelberg mit, die als Vorbild für die international bekannte BioMaterialBank Heidelberg diente. Seit Beginn der Covid-Impfkampagne forscht er zu unentdeckten Impffolgen. Mehrfach plädierte er öffentlich für mehr Obduktionen, da er eine hohe Dunkelziffer an Impftoten nicht ausschließt.

## Auszeichnungen
- 1997 Boehringer Ingelheim Award
- 1987 Johannes Gutenberg Award